# John Stossel
John Stossel   (Chicago Heights, 6 de març de 1947) és un periodista d'investigació estatunidenc, autor, periodista de consum, activista polític i expert. És conegut per la seva carrera com a presentador a ABC News, Fox Business Network i Reason TV.
L'estil de Stossel combina reportatges i comentaris. Reflecteix una filosofia política llibertària i opinions sobre l'economia que donen suport en gran manera al mercat lliure. Va començar la seva carrera periodística com a investigador de KGW-TV, va ser reporter de consum a WCBS-TV a la ciutat de Nova York i després es va incorporar a ABC News com a editor de consum i reporter a Good Morning America. Stossel es va convertir en corresponsal d'ABC News, unint-se al programa setmanal de notícies 20/20, i més tard es va convertir en co-presentador. L'octubre de 2009, Stossel va deixar l'ABC News per unir-se a Fox Business Network. Va organitzar un programa de notícies setmanal a Fox Business, Stossel, del desembre del 2009 al desembre del 2016. El 2019, Stossel va llançar StosselTV, un canal en línia distribuït a les xarxes socials.
Stossel ha rebut 19 premis Emmy i cinc premis del National Press Club. Ha escrit tres llibres: Give Me a Break (2004), Myths, Lies, and Downright Stupidity (2007) i No, They Can't: Why Government Fails - But Individuals Succeed (2012).

## Biografia

### Primers anys de vida
John F. Stossel va néixer el 6 de març de 1947, a Chicago Heights, Illinois, el petit de dos fills, de pares jueus que van abandonar Alemanya abans que Hitler arribés al poder. La família es va unir a una església congregacionalista als EUA, i Stossel es va criar protestant. Va créixer a la rica North Shore de Chicago i es va graduar a la New Trier High School. Stossel caracteritza el seu germà gran, Thomas P. Stossel, com «la superestrella de la família », comentant: «Mentre feia festa i jugava al pòquer, va estudiar molt, va obtenir les millors notes i va anar a la Harvard Medical School». Stossel es caracteritza per haver estat un estudiant indiferent mentre estava a la universitat, comentant: «Vaig somiar despert durant la meitat de les meves classes a Princeton, i vaig presentar-me a l'escola de grau només perquè era ambiciós, i l'escola de grau em semblava el camí correcte per a un 21- d'un any que volia tirar endavant». Tot i que havia estat acceptat a l'Escola de Gestió Hospitalària de la Universitat de Chicago, Stossel estava «fart de l'escola» i va pensar que acceptar una feina l'inspiraria a adoptar els estudis de postgrau amb un vigor renovat. Stossel va recordar en una entrevista que després de graduar-se a la universitat, «com molts joves vaig pensar que el capitalisme estava bé, ens aporta algunes coses però és cruel i injust».
Stossel va graduar-se en Psicologia a la Universitat de Princeton l’any 1969.

### Carrera
Un cop acabats els estudis va començar a treballar com a periodista d’investigació per la cadena KGW de Portland, i a continuació com a periodista de consum a la WCBS de Nova York i al programa Good Morning America de l'ABC.
A l'escola, Stossel aspirava a treballar a la revista Seattle, però quan es va graduar va deixar de negociar. Els seus contactes allà el van ajudar a aconseguir una feina a KGW-TV a Portland, Oregon, on Stossel va començar com a director de redaccions, fins a convertir-se en investigador i després escriptor. Al cap d'uns anys, el director de notícies va dir a Stossel que sortís a l'aire i llegís el que escrivia. Malgrat la seva por escènica, Stossel diu que la seva por el va estimular a millorar, examinant i imitant les emissions de David Brinkley i Jack Perkins. Stossel també tartamudejava des de petit. Després d'uns anys de reportatges a l'aire, Stossel va ser contractat per WCBS-TV a la ciutat de Nova York, per Ed Joyce, el mateix director de notícies que va contractar Arnold Diaz, Linda Ellerbee, Dave Marash, Joel Siegel i Lynn Sherr. Stossel va quedar decebut amb la CBS, ja que la quantitat més limitada de temps dedicat a la investigació va reduir la qualitat del seu periodisme en comparació amb Portland. Stossel cita les normes de treball dels sindicats que desincentivaven el treball addicional que Stossel considerava que permetia als empleats ser creatius, cosa que, segons ell, va representar la seva «primera introducció real als acords fets per interessos especials». Stossel també odiava Joyce, que considerava «fred i crític», tot i que Stossel atribueix a Joyce la llibertat de perseguir les seves pròpies idees de la història, i de recomanar l'Institut de Recerca de Comunicacions Hollins a Roanoke, Virgínia, que va ajudar a Stossel a gestionar el seu tartamudeig.
Stossel es va frustrar cada cop més per haver de seguir la visió de l'editor sobre el que eren notícies. Potser a causa del seu tartamudeig, sempre havia evitat cobrir allò que els altres cobrien, sentint que no podria tenir èxit si es veia obligat a competir amb altres periodistes cridant preguntes a les conferències de premsa. Tanmateix, això va fer que Stossel s'adonés inesperadament que els esdeveniments més importants eren els que es produïen lentament, com ara el moviment de dones, el creixement de la tecnologia informàtica i els avenços en l'anticoncepció, en lloc d'esdeveniments quotidians com els pronunciaments del govern, les eleccions, els incendis o un crim. Un dia, Stossel va passar per alt l'editor de tasques per donar a Ed Joyce una llista d'idees de la història que l'editor de tasques havia rebutjat. Joyce va acceptar que les idees de Stossel eren millors i les va aprovar. Stossel ha estat portaveu de la Stuttering Foundation of America.

### 20/20
El 1981 Roone Arledge va oferir a Stossel una feina a l'ABC News, com a corresponsal de 20/20 i periodista de consum de Good Morning America. Els seus Give Me a Break van presentar una mirada escèptica sobre temes des de les regulacions governamentals i la cultura popular fins a la censura i la por infundada. La sèrie es va dividir en una sèrie d'especials d'una hora amb un pressupost de mig milió de dòlars que va començar el 1994. Durant el seu treball el 20/20, Stossel va escriure, va descobrir la revista Reason, les idees llibertàries de la qual li van atreure. Stossel va dir més tard en una entrevista que les regulacions que va instar els governs a aprovar no van funcionar. Després de presentar-se com a llibertari, va dir Stossel, va fer enfadar membres de l'esquerra política, els seus col·legues de notícies i altres. Stossel va ser nomenat presentador de notícies de 20/20 el maig de 2003, mentre escrivia el seu primer llibre, Give Me a Break: How I Exposed Hucksters, Cheats, and Scam Artists and Became the Scourge of the Liberal Media, que es va publicar a 2004. Allà, hi detalla els seus inicis en periodisme i reportatge de consumidors, i com va evolucionar fins a albergar creences llibertàries.

### Fox News Channel i Fox Business Network

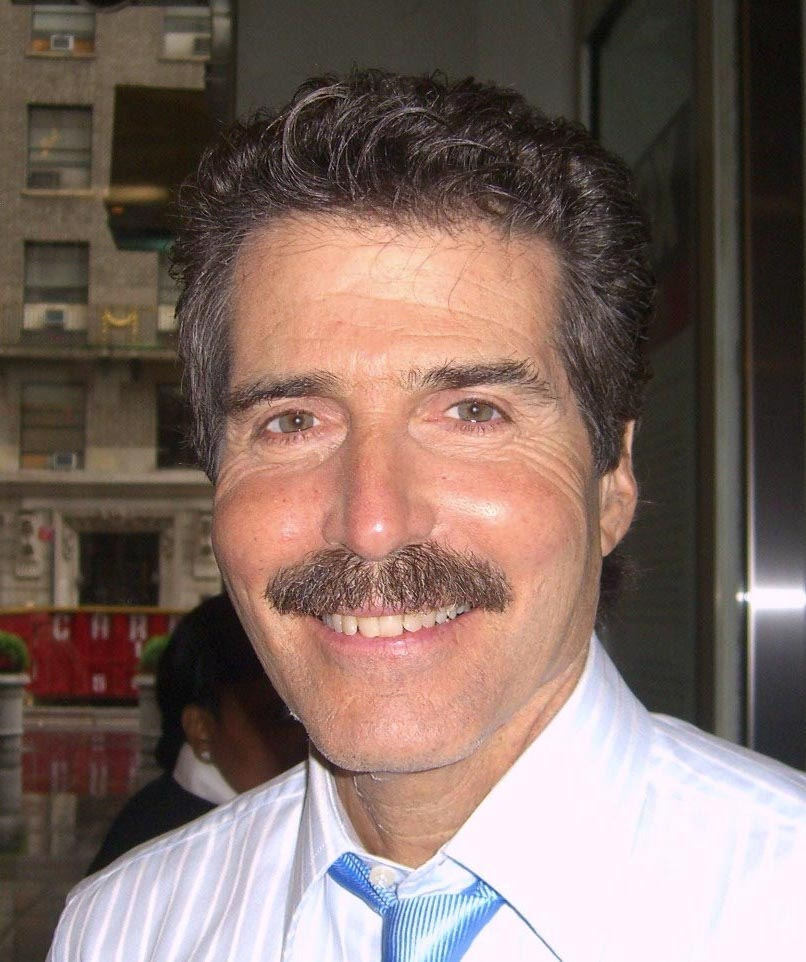
Stossel el 2010.

El setembre de 2009, es va anunciar que Stossel deixava l'ABC News de la Disney i s'unia a Fox News Channel i Fox Business Network de News Corp. A més d'aparèixer a The O'Reilly Factor cada dimarts a la nit, també va organitzar un programa setmanal d'una hora per a Fox Business Network i una sèrie d'especials d'una hora per a Fox News Channel, a més de fer aparicions habituals com a convidat a programes de la Fox News.
El programa, Stossel, va debutar el 10 de desembre de 2009 a Fox Business Network. El programa va examinar qüestions relacionades amb la llibertat individual, el capitalisme de lliure mercat i el petit govern, com ara les llibertats civils, el negoci de la salut i el lliure comerç. L'episodi final es va estrenar el 16 de desembre de 2016. Al final d'aquell episodi, una retrospectiva que va posar en relleu moments dels set anys del programa, Stossel va explicar que, per la seva edat, volia ajudar a desenvolupar una generació més jove de periodistes amb les seves opinions, i continuaria apareixent com a convidat a programes Fox, i també ajuden a produir contingut per a Reason TV. El seu bloc, Stossel's Take, es publica tant a FoxBusiness.com com a FoxNews.com.

### Stossel TV
El 2019, Stossel va llançar Stossel TV, un canal en línia que distribueix vídeos setmanals a través de plataformes de xarxes socials.
Els seus reportatges han estat premiats en diverses ocasions, entre els quals destaquen 19 premis Emmy, el George Foster Peabody, i el George Polk. També va promoure el recurs Stossel in the classroom per difondre continguts sobre llibertat econòmica en centres de secundària, i és autor d'uns quants best-sellers.

## Publicacions
Stossel ha escrit tres llibres. Give Me a Break: How I Exposed Hucksters, Cheats, and Scam Artists and Became the Scourge of the Liberal Media és una autobiografia de 2005 de Harper Perennial que documenta la seva carrera i la seva transició filosòfica del liberalisme al llibertarisme. Descriu la seva oposició a la regulació governamental, la seva creença en el lliure mercat i l'empresa privada, el suport a la reforma dels danys i la defensa del canvi dels serveis socials del govern a les organitzacions benèfiques privades. Va ser best-seller del New York Times durant 11 setmanes. Myths, Lies, and Downright Stupidity: Get Out the Shovel – Why Everything You Know Is Wrong, que va ser publicat el 2007 per Hyperion, qüestiona la validesa de diverses savieses convencionals i argumenta que la creença que és conservador és falsa. El 10 d'abril de 2012, Threshold Editions, una marca de Simon & Schuster, va publicar el tercer llibre de Stossel No, They Can't: Why Government Fails – But Individuals Succeed. Argumenta que les polítiques governamentals destinades a resoldre problemes en produeixen de nous, i que els individus lliures i el sector privat realitzen tasques de manera més eficient que el govern.
Amb el suport financer del llibertari Palmer R. Chitester Fund, Stossel i ABC News van llançar una sèrie de materials educatius per a escoles públiques l'any 1999 titulada Stossel in the Classroom. Va ser assumit l'any 2006 pel Centre per al Pensament Independent i publica anualment un nou DVD de materials didàctics. L'any 2006, Stossel i ABC van publicar Teaching Tools for Economics, una sèrie de vídeos basada en els estàndards d'educació econòmica del Consell Nacional.
Des del febrer de 2011, Stossel ha escrit una columna setmanal per a Creators Syndicate. Els seus articles apareixen en publicacions en línia com Newsmax, Reason i Townhall.

## Posicions polítiques
Stossel pretén desmentir els mites en el seu periodisme. La seva sèrie Mites i mentides d'especials 20/20 desafia una sèrie de creences liberals. També va presentar The Power of Belief (6 d'octubre de 1998), un especial d'ABC News que es va centrar en les afirmacions del paranormal i el desig de creure de la gent. Un altre informe va presentar l'argument que l'oposició al DDT està fora de lloc i que la prohibició del DDT ha provocat la mort de milions de nens, sobretot en nacions pobres.

### Llibertarisme

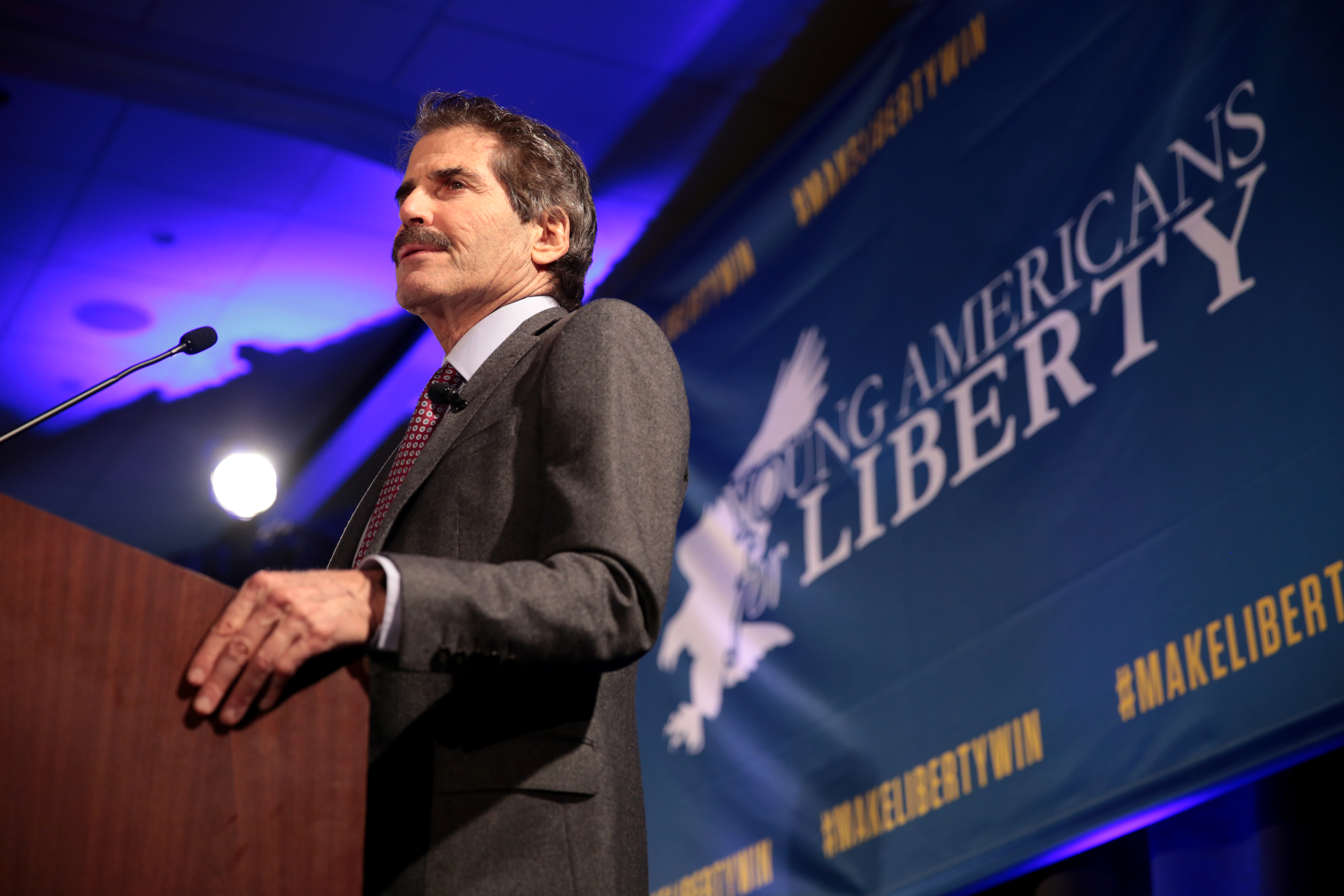
Stossel parlant a la Cimera de Primavera de Joves Americans per la Llibertat de Nova York

Com a llibertari que ha dit que sol votar pel Partit Llibertari, Stossel diu que creu tant en la llibertat personal com en el mercat lliure. Sovint fa servir el temps d'antena de la televisió per avançar en aquestes opinions i desafiar la desconfiança dels espectadors cap al capitalisme de lliure mercat i la competència econòmica. Va rebre un Doctorat Honoris Causa per la Universitat Francisco Marroquin, una universitat llibertària de Guatemala, el 2008.
Stossel argumenta que l'interès propi individual, o avarícia, crea un incentiu per treballar més i per innovar. Argumenta que aquesta innovació fa que els pobres siguin més rics i que l'única manera que la gent «podrà enriquir-se és oferir-nos alguna cosa que creiem que és millor del que teníem abans». Va promoure l'elecció de l'escola com una manera de millorar les escoles públiques americanes semblant al sistema de vals belga.
Stossel ha criticat els programes governamentals per ser ineficients, malbaratadors i perjudicials. També ha criticat el sistema legal estatunidenc, opinant que ofereix als advocats i als litigantes vexatorios l'incentiu per presentar demandes frívoles indistintament. Tot i que Stossel admet que algunes demandes són necessàries per tal de donar justícia a persones genuïnament lesionades per altres amb més poder econòmic, advoca per l'adopció als EUA de la regla anglesa com un mètode per reduir les demandes més abusives o frívoles.
Stossel s'oposa al salari mínim, el benestar empresarial i el benestar en general, els rescats, les lleis del cinturó de seguretat, les llicències ocupacionals i la guerra a l'Iraq. També s'oposa a les prohibicions legals contra la pornografia, la marihuana, les drogues recreatives, els jocs d'atzar, la prostitució, la poligàmia i el suïcidi assistit i creu que la majoria dels avortaments haurien de ser legals. Ha dit que dona suport a l'estat de dret, els drets d'armes, el control de la contaminació i els impostos més baixos i més senzills. Ha donat suport o explorat diverses idees en els seus especials i en les seves sèries de televisió per canviar el sistema fiscal, inclòs el canvi a un impost pla, i la substitució de l'impost sobre la renda pel FairTax.
Stossel argumenta que un país necessita tenir policia i una defensa nacional tal com estableix la Constitució dels Estats Units. Stossel reconeix que els països escandinaus tenen grans estats del benestar, però diu que només se'ls poden permetre «perquè tenen una cultura homogènia i tenen un mercat privat força lliure per pagar-ho», alhora que assenyala que no tenen un salari mínim exigit pel govern.
Quan el Departament de Treball va reeditar les directrius federals l'abril de 2010 que regulaven l'ocupació d'interns no remunerats en virtut de la Llei de normes laborals justes basades en una decisió del Tribunal Suprem de 1947, Stossel va criticar les directrius, apareixent amb un uniforme policial durant una aparició al Fox. El programa de notícies America Live comentava: «He construït la meva carrera amb becaris no remunerats i els interns em van dir que era genial.- He après més de tu que no pas a la universitat». Preguntat per què no els pagava si eren tan valuosos, va dir que no s'ho podia permetre.
Stossel és membre de la facultat de l’Institut Charles Koch.
Stossel ha advocat a favor de l'abolició de la Food and Drug Administration (FDA).
L'1 d'abril de 2016, Stossel va moderar el primer debat presidencial llibertari televisat a nivell nacional. La segona part del debat es va emetre el 8 d'abril El 21 de maig de 2020, va moderar el debat presidencial de la Convenció Nacional del Partit Llibertari entre Jacob Hornberger, Vermin Supreme, Jo Jorgensen, Jim Gray i John Monds.

### Ciència
El 2001, l'organització progressista de control dels mitjans FAIR va criticar el reportatge de Stossel sobre l'escalfament global al seu documental, Tampering with Nature, acusant-lo d'utilitzar informació molt selectiva... que posava un èmfasi indegut en tres dissidents d'entre els 2.000 membres de l'ONU. El Grup Intergovernamental sobre el Canvi Climàtic, que recentment havia publicat un informe que afirmava que les temperatures globals estaven augmentant gairebé el doble del que es pensava anteriorment.
El desembre de 2014, Stossel va declarar que «No hi ha dades bones que demostrin que el fum de segones persones mata persones». El lloc web de verificació de fets Politifact va qualificar aquesta afirmació de falsa, citant nivells considerables d'investigació científica que demostra que els fumadors passius han causat morts.

## Vida personal
Stossel viu a la ciutat de Nova York amb la seva dona, Ellen Abrams i els seus fills, Lauren i Max. També tenen una casa a Massachusetts.
Stossel va arribar a abraçar l'herència jueva Asquenazi de la seva família després de casar-se amb la seva dona, que també és jueva. També van criar els seus fills jueus. Stossel es va identificar com un agnòstic a Skeptic or Believer, l'episodi del 16 de desembre de 2010 de Stossel, explicant que no creia en Déu però que estava obert a la possibilitat.
El germà de Stossel, Thomas P. Stossel, va ser professor de la Harvard Medical School i codirector de la Divisió d'Hematologia del Brigham and Women's Hospital de Boston. Ha estat membre dels consells assessors d'empreses farmacèutiques com Merck i Pfizer. El nebot de Stossel és el periodista i editor de revistes Scott Stossel.
El 20 d'abril de 2016, Stossel va anunciar que tenia càncer de pulmó tot i no haver fumat mai, i que, com a resultat de la seva detecció precoç, li extirpen quirúrgicament una cinquena part d'un dels seus pulmons.